# Esbjörn Svensson
Esbjörn Svensson (ur. 16 kwietnia 1964 w Västerås, zm. 14 czerwca 2008 w Sztokholmie) – szwedzki pianista, założyciel i lider grupy E.S.T.

## Życiorys
E. Svensson wzrastał w rodzinie o silnych muzycznych tradycjach; jego matka była pianistką wykonującą muzykę klasyczną, ojciec – entuzjastą jazzu. Svensson jako nastolatek przejawiał zainteresowanie muzyką rockową (wraz z kolegami ze szkoły założył nawet garażowy zespół), a następnie jazzem. W wieku 16 lat zaczął pobierać lekcje gry na fortepianie. Później podjął studia na Królewskiej Akademii Muzycznej w Sztokholmie, gdzie kształcił się przez cztery lata.
W 1990 roku wraz z perkusistą Magnusem Öströmem rozpoczął swój pierwszy projekt jazzowy. Trzy lata później do składu dołączył kontrabasista Dan Berglund, co dało początek E.S.T.
W 1993 wydano pierwszą płytę tria zatytułowaną When Everyone Has Gone. W połowie lat 90. muzycy byli już dobrze znani na skandynawskiej scenie jazzowej. Muzycy zdobyli uznanie poza Półwyspem wraz z pojawieniem się w sklepach muzycznych albumu From Gagarin’s Point Of View (1999). W 2002 r. trio udało się w wielomiesięczną trasę koncertową po Europie, USA i Japonii. Kolejne albumy (m.in. Viaticum) przyniosły entuzjastyczne recenzje krytyki i przychylność publiczności.
E. Svensson nagrywał także z Nilsem Landgrenem i Wiktorią Tołstoj.
E.S.T. trzykrotnie odbyło trasę koncertową po Polsce – w 2004 (Bytom, Wrocław, Kalisz, Warszawa), 2006 (Poznań, Warszawa, Wrocław, Chorzów, Bielsko-Biała) i w 2007 roku (Wrocław, Chorzów, Warszawa, Szczecin, Gdynia).
Svensson zmarł 14 czerwca 2008 w sztokholmskim szpitalu, wskutek obrażeń doznanych podczas nurkowania w okolicach Ingarö. Tragiczna śmierć przerwała pracę nad materiałem łączącym jazz z muzyką elektroniczną.
Svensson był żonaty, miał dwóch synów.

## Wybrana dyskografia
- Lina Nyberg, Esbjörn Svensson – Close (1993)[4]
- Nils Landgren, Esbjörn Svensson – Swedish Folk Modern (1998)[5]
- Nils Landgren, Esbjörn Svensson – Layers Of Light (2001)[6]
- Esbjörn Svensson – HOME.S. (2022)